# Gravbæk
Gravbæk har sit hovedløb fra Thorsø til Borre Sø (ca. 2 km) ved Virklund syd for Silkeborg. Den har sit udspring  i et moseområde ved Jenskær vest for Thorsø og nord for Gjessø Skov. Øst for Jenskær er der etableret en kunstig sø ved hjælp af en opstemning (stenbunke). 
Betegnelsen ”Gravbæk” ses første gang på et skovkort fra 1920. Substantivet ”Grav-” er muligvis brugt om en dyb dal. På skovkortet optræder tillige  Gravmose og Gravhoved. Gravbæk har tilløb fra Gjessø Bæk, som er rørlagt fra vejen Gjessø-Them og ca. 100 m. nedstrøms. Kort før udløbet i Borre Sø løber Hulbæk til Gravbæk. Der er desuden tilløb fra  Ellesø.
Ved Virklund har Silkeborg Kommune i 2005 etableret faunapassager både i selve byen og ved Primærrute 52 øst for byen. 
Det er tilladt at sejle på vandløbet med ikke-motordrevne småfartøjer som robåde, kajakker og kanoer.
Gravbækvej i Virklund har navn efter bækken, som passerer på nordsiden af det lille villakvarter langs med Paradisvejen. 

## Eksterne kilder og henvisninger
- Artiklen er tilpasset efter artiklen Arkiveret 7. april 2017 hos  Wayback Machine  på  WikiSilkeborg Arkiveret 11. februar 2014 hos  Wayback Machine (historik CC BY-SA 3.0)

|  | Denne artikel om lokaliteten Gravbæk kan blive bedre, hvis der indsættes et (bedre) billede. Du kan hjælpe ved at afsøge Wikimedia Commons for et passende billede eller lægge et op på Wikimedia Commons med en af de tilladte licenser og indsætte det i artiklen. |

56°7′34.87″N 9°34′57.01″Ø / 56.1263528°N 9.5825028°Ø